# Бугристая ковровая акула
Бугристая ковровая акула (лат. Sutorectus tentaculatus) — единственный вид одноимённого рода семейства ковровых акул отряда воббегонгообразных. Они встречаются у юго-восточного побережья Австралии. Максимальная зарегистрированная длина 92 см. Размножаются яйцеживорождением. Рацион состоит из донных беспозвоночных и мелких рыб.

## Таксономия
Впервые вид был научно описан в 1864 году. Синтипы представляют собой двух самок длиной 75 и 43 см.
Название рода происходит от слов лат. sutor — «сапожник» и лат. rectus — «прямой», а видовой эпитет — от слова лат. tentaculum — «щуп».

## Ареал
Бугристые ковровые акулы являются эндемиками юго-восточного побережья Австралии и обитают от островов Houtman Abrolhos, Западная Австралия, до Аделаиды, Южная Австралия.
Они встречаются на скалистых рифах и заросших водорослями местах в умеренных водах континентального шельфа.

## Описание
У бугристых ковровых акул вытянутое и не такое приплюснутое как у других воббегонгообразнных тело. Голова довольно узкая. Её наибольшая ширина меньше расстояния от кончика рыла до первой жаберной щели. Подбородок гладкий, кожаная бахрома отсутствует. По бокам и в передней части головы небольшие, короткие, неразветвлённые кожаные лопасти формируют бахрому, состоящую из нескольких разрозненных групп отростков по 4—6 пар. На подбородке имеется симфизальная бороздка. Ноздри обрамлены неразветвлёнными усиками. Рот широкий, его ширина составляет 9 % от общей длины. Дорсальная поверхность головы, тела до хвоста и основания спинных плавников покрыты рядами крупных кожных бугорков, напоминающих бородавки. Тело довольно широкое, ширина в области начала оснований грудных плавников существенно меньше длины головы. Хвостовой стебель длинный. Дистанция между началом оснований брюшных плавников до нижнего основания хвостового плавника намного больше длины головы. Грудные и брюшные плавники маленькие, они удалены друг от друга на значительное расстояние, в два раза больше длины оснований грудных плавников и слегка превосходит длину брюшных плавников от основания до свободного заднего кончика. Спинные плавники низкие и длинные. Основание первого спинного плавника начинается на уровне середины оснований брюшных плавников.
Тело покрыто тёмными седловидными отметинами с зазубренными краями и многочисленными тёмными пятнышками, разбросанными по светлому фону.

## Биология
Рацион бугристых ковровых акул состоит из костистых рыб и донных беспозвоночных. Эти акулы размножаются яйцеживорождением. Максимальная зарегистрированная длина 92 см. Размер новорожденных составляет 22 см. Эмбрион на поздней стадии развития, но с ещё не опустошённым желточным мешком имел длину 18 см. Была зарегистрирована поимка одной беременной самки, в помёте существенно преобладали самцы.

## Взаимодействие с человеком
Вид не представляет интереса для коммерческого рыбного промысла. В качестве прилова эти акулы попадаются в донные жаберные сети. Пойманных акул, как правило, выбрасывают за борт. Процент выживаемости среди них довольно высок. В водах Западной Австралии все акулы и скаты находятся под защитой закона. Международный союз охраны природы присвоил этому виду статус сохранности «Вызывающий наименьшие опасения».